# 256e brigade de chars
« 256e régiment de chars » redirige ici. Pour les articles homonymes, voir 256e régiment et 256e brigade.
La 256e brigade de chars (en russe : 256-я танковая бригада), est une unité blindée de l'Armée rouge pendant la Seconde Guerre mondiale.

## Histoire

### Seconde Guerre mondiale
La 256e brigade de chars est formée en juillet 1942 au centre d'entraînement des chars de Moscou (situé à Noguinsk). Engagée dans les opérations actives à partir du 27 juillet (elle compte alors 24 chars moyens T-34 et 16 chars légers T-70), elle est d'abord rattachée à la 30e armée du front occidental.
Le 21 août 1942, la brigade passe à la 29e armée du front de Kalinine puis le 21 septembre à la 33e armée du front occidental.
Le 10 février 1943, elle passe à la 10e armée puis le 23 février à la 16e armée, toujours au sein du front occidental. Elle retourne à la 33e armée le 25 mars.
Le 2 mai 1943, la 256e brigade passe sous le commandement direct du 2e front de Biélorussie.
Elle quitte les opérations actives le 20 juillet 1944 et rejoint le district militaire de Moscou. Installée à Zagorsk, elle sert d'unité d'entraînement pour les soldats et sous-officiers de l'artillerie automotrice.

### Guerre froide
La brigade est transformée en juillet 1945 en 256e régiment de chars (no  d'unité 02964). Le 256e régiment renforce au printemps 1946 la nouvelle 26e division mécanisée qui rejoint alors la 7e armée combinée de la Garde dans le district militaire transcaucasien en république socialiste soviétique d'Arménie,,.
Le 256e régiment de chars est dissous au printemps 1957.